# Stefan Haas (Historiker)
Stefan Haas (* 17. Juli 1962) ist ein deutscher Historiker. Er ist Professor für Theorie und Methoden der Geschichtswissenschaft an der Universität Göttingen. Sein Schwerpunkt ist die Praxis und Theorie der Medialität der Kultur- und Geisteswissenschaften und die Argumentationstheorie der Geschichtswissenschaft.

## Leben
Haas beendete sein Studium der Mittleren und Neueren Geschichte, Philosophie, Musikwissenschaft und Germanistik an den Universitäten Mainz und Münster, bevor er 1989 seinen Master of Arts in Philosophie an der Universität Münster abschloss. 1992 folgte der Dr. phil. in Mittlerer und Neuerer Geschichte, ebenfalls an der Universität Münster. Im Jahr 1999 erhielt Stefan Haas ein Habilitationsstipendium der DFG und beendete seine Habilitation 2001 mit einer Venia Legendi für Neuere und Neueste Geschichte. 2003 erhielt er ein Forschungsstipendium für das Thema „Kommunikation und Medien in der Implementation der Wohnungs- und Städtebaupolitik in der Bundesrepublik und der DDR 1949-1973“. Es folgten Gastprofessuren und -dozenturen an den Universitäten Konstanz, Bielefeld und Nijmegen. Von 2005 bis 2008 war er Gastprofessor an der University of Toronto und zeitgleich Direktor des DAAD Information Centre Canada in Toronto bis zu seiner Berufung an die Universität Göttingen, wo er seit 2008 Professor für Theorie und Methoden der Geschichtswissenschaft ist.
Stefan Haas ist verheiratet, hat drei Kinder und ist in seiner Freizeit als Kinder- und Jugendfußballtrainer aktiv.

## Schwerpunkte
Stefan Haas konzentriert sich in seiner Forschung auf die Theorien und Methoden der Geschichtswissenschaft, die Praxis und Theorie der Medialität der Kultur- und Geisteswissenschaften, sowie die Argumentationstheorie der Geschichtswissenschaft.

## Schriften
- Geschichtswissenschaft. Eine Einführung. utb GmbH – Brill Schöningh, Stuttgart 2023, ISBN 978-3-8385-5401-3
- (Hrsg. mit Karoline Dominika Döring, Mareike König und Jörg Wettlaufer): Digital History. Konzepte, Methoden und Kritiken Digitaler Geschichtswissenschaft, De Gruyter, Berlin/München/Boston 2022, ISBN 978-3-11-075693-7
- (Hrsg. mit Michael C. Schneider und Nicolas Bilo): Die Zählung der Welt. Kulturgeschichte der Statistik vom 18. bis 20. Jahrhundert. Franz Steiner Verlage, Stuttgart 2019, ISBN 978-3-515-12118-7
- (Hrsg. mit Clemens Wischermann): Die Wirklichkeit der Geschichte. Wissenschaftstheoretische, mediale und lebensweltliche Aspekte eines (post-)konstruktivistischen Wirklichkeitsbegriffes in den Kulturwissenschaften. Steiner Verlag, Stuttgart 2015, ISBN 978-3-515-10962-8
- (Hrsg. mit Mark Hengerer): Im Schatten der Macht. Kommunikationskulturen in Politik und Verwaltung 1600–1950. Campus Verlag, Frankfurt a. M./ New York 2008, ISBN 978-3-593-38230-2
- Die Kultur der Verwaltung. Die Umsetzung der preußischen Reformen 1800–1848. Campus Verlag, Frankfurt a. M./ New York 2005, ISBN 978-3-593-37695-0